# Bartender (манґа)
Bartender (яп. バーテンダー, Bātendā) – японська манґа, написана Джо Аракі та проілюстрована Кенджі Наґатомо. У центрі уваги – Сасакура Рю, геніальний бармен, який використовує свої таланти, щоб полегшити хвилювання та заспокоїти душі проблемних клієнтів. Манґа була вперше опублікована в японському журналі шьонен-манґи Shueisha Super Jump з 2004 по 2011 рік. Окремі розділи були зібрані Shueisha та випущені у двадцяти одному томі танкобон.
Пізніше «Бармен» був адаптований як аніме-серіал, який транслювався у 2006 році на Fuji Television. Манґа також була адаптована як японська телевізійна драма у 2011 році і транслювалася на TV Asahi. Три додаткові манґи (Bartender à Paris, Bartender à Tokyo та Bartender 6stp) були серіалізовані в Grand Jump і Grand Jump Premium між 2012 і 2019 роками. У Японії Bartender продався понад 2,8 мільйона копій, тоді як англомовні видання манґи та аніме сприйняли неоднозначно.
Прем'єра нового аніме-телесеріалу виробництва Liber під назвою «Бармен: Склянка Бога» відбулася у квітні 2024 року.

## Сюжет
Бармен стежить за нічним життям Сасакура Рю (яп. 佐々倉 溜, Sasakura Ryū) (озвученого Такахіро Мідзушімою в аніме і зіграного Масакі Айбою в драмі), бармена-вундеркінда, який, як кажуть, змішує найкращі коктейлі, які будь-хто коли-небудь куштував. Після повернення з навчання у Франції Рю працює помічником старшого бармена в барі Lapin. Пізніше він відкрив власний бар Зал Едему (яп. イーデンホール, Īden Hōru, англ. Eden Hall), який прихований у закутку району Ґіндза в центрі Токіо. Ходять чутки, що потенційні відвідувачі не можуть просто знайти та увійти в Зал Едему; натомість вони повинні бути запрошені господарем. Відомо, що Сасакура подає Склянку Бога (яп. 神のグラス, Kami no Gurasu, англ. Glass of the Gods), тобто він знає правильний напій, який можна подати в конкретній ситуації.
Єдиним іншим постійним персонажем є Міва Курушіма (яп. 来島 美和, Kurushima Miwa) (озвучена Аюмі Фуджімурою в аніме і зіграна Шіхорі Канджія в драмі), онука власника готелю «Кардинал» Тайдзо Курушіми (яп. 来島 泰三, Kurushima Taizō). Вона працює в офісі компанії та просить Сасакуру позмагатися за роботу бармена в готелі. Рю спочатку відхиляє Камішіма (яп. 神嶋), менеджер відділу напоїв готелю. Однак, за наполяганням Міви, Тайдзо зустрічає Рю і стає зачарованим його здібностями, сам наполягаючи на роботі Рю в готелі.
У ході манґи різні персонажі, які мають незвичайні проблеми та важкі тягарі, запрошуються до Залу Едему і пригощаються вишуканими напоями Сасакури, які, під керівництвом молодого бармена, спонукають клієнтів задуматися про їхні життя та визначитися з курсом дій для розв'язання своїх проблем.

## Теми
«Бармен» – це переважно епізодичний серіал, і хоча клієнти та проблеми відрізняються, кожна історія обертається навколо проблем, які вирішуються за допомогою правильного напою. У серіалі алкоголь не зображений як потенційна проблема, яка може мати такі негативні наслідки, як пияцтво ; натомість «Бармен наполягає на тому, щоб правильний напій у правильний час… може почати щиру розмову з самим собою». Щоб знати, який напій є найбільш відповідним, відповідно до серії, бармен повинен бути більше, ніж знавцем алкогольних напоїв; він або вона має бути хорошим спостерігачем. Наприклад, Рю може визначити почуття, дивлячись на руки, і може зрозуміти, говорить хтось правду чи ні. Таким чином, мова йде не лише про пиття; «історії клієнтів іноді, якщо не майже завжди, такі ж важливі, як і часом навіть паралельні історії алкогольних напоїв».

## Медіа

### Манґа
Манґа «Бармен» була написана Джо Аракі, проілюстрована Кенджі Наґатомо, серія виходила у щодвотижневому шьонен-журналі Shueisha Super Jump між травнем 2004 року та вереснем 2011 року. Зі скасуванням Super Jump вихід перемістився до нового на той час Grand Jump, у якому Bartender був серіалізований протягом листопада та грудня 2011 року. Зрештою його розділи були зібрані у двадцять один том, перший том вийшов 3 грудня 2004 року, а останній – 17 лютого 2012 року. «Зустрічне видання» (яп. 出会い編, Deai-hen, англ. Encounter Edition), яке слідує за поверненням Рю з Парижа, випустили в чотирьох частинах, перші 2 томи вийшли 18 вересня 2014, а останні два – 17 жовтня 2014 року.
Серія була повністю опублікована Haksan Publishing у Південній Кореї та Sharp Point Press у Тайвані.

#### Спінофи
Спіноф під назвою Bartender à Paris з новим головним героєм Реном Саджімою (яп. 佐島 蓮, Sajima Ren, англ. Ren Sajima) розпочався у Grand Jump 4 січня 2012 року; У цій серії Наґатомо замінив Осама Каджіса. Серія закінчилася 2 жовтня 2013 року. Вона була зібрана в шість томів. Перший опублікували 19 червня 2012 року, а останній – 19 грудня 2013 року
Наступний спіноф, Bartender à Tokyo, почався в тому ж журналі 6 листопада 2013 року і пізніше був перенесений до Grand Jump Premium 24 грудня 2015 року. Серія закінчилася 17 серпня 2016 року. Вона зібрана у вісім томів. Перший вийшов 18 квітня 2014 року, а останній – 19 жовтня 2016 року.
Четверта й остання частина серії, Bartender 6stp, була серіалізована на Grand Jump Premium і Grand Jump Mucha з 24 серпня 2016 року до 25 грудня 2019 року. Перший том опублікували 17 березня 2017 року, а останній, четвертий том, вийшов 19 лютого 2020 року.
І Bartender à Paris, і Bartender à Tokyo були ліцензовані в Південній Кореї виданням Haksan Publishing і на Тайвані компанією Sharp Point Press.

### Аніме
«Бармен» був адаптований як одинадцятисерійний аніме-серіал режисера Масакі Ватанабе, сценариста Ясухіро Імаґави та виробництва Palm Studio. В аніме використовуються методи фільмів нової хвилі, включно з руйнуванням четвертої стіни, «сценічною оповіддю [і] дивними переходами». У ньому також досліджуються такі техніки постановки, як монологи, прожектори та пів екрани, що показують оповідача та оповідану історію одночасно. Він транслювався на Fuji TV, перший епізод вийшов в етер 15 жовтня 2006, а останній – 31 грудня 2006. Pony Canyon випускав серіал на п'яти окремих DVD з 20 грудня 2006 року по 18 квітня 2007 року. Anime Limited оголосила на MCM London Comic Con 2018, що вони придбали серіал для випуску у Великобританії та Ірландії. Через два роки Anime Limited оголосила про ліцензію для Північної Америки та партнерство з Shout! Studios у випуску серіалу. Він вийшов що у цифровому вигляді, то і на двох дисках Blu-ray 19 січня 2021 року у Великій Британії, Ірландії, США та Канаді.
Музику до «Бармена» написала Каоруко Отаке і згодом вона вийшла в офіційному альбомі саундтреків 29 листопада 2006 року, створеному Sony Music Japan під лейблом DefStar Records. Початкова тема, «Bartender», і кінцева тема, «Hajimari no Hito» (яп. 始まりのヒト) були виконані Natural High. Однак початкову тему виконував Джунпей Шийна. Обидві теми були випущені Sony як сингл «Hajimari no Hito/Bartender» 13 грудня 2006 року.
21 жовтня 2022 року анонсовано новий аніме-проєкт. Пізніше стало відомо, що це буде телесеріал під назвою Бармен: Склянка Бога (яп. バーテンダー 神のグラス, Bātendā: Kami no Gurasu, англ. Bartender: Glass of God), продюсером якого стали Liber, режисером буде Рьоічі Курая, Маріко Кунісава напише сценарій, Йоічі Уеда розробить персонажів і стане головним режисером анімації, а Хіроакі Цуцумі займе місце композитора. Прем'єра серіалу відбулася 4 квітня 2024 року на TV Tokyo. Початковою піснею є «Stardust Memory» у виконанні Такаї Кавасакі, а завершальною піснею є «Spica» у виконанні Моне Камішіраїші. Crunchyroll ліцензував серіал. Medialink ліцензувала серіал у Південно-Східній Азії та Океанії (крім Австралії та Нової Зеландії) і транслюватиме його на YouTube-каналі Ani-One Asia.

### Драма
У листопаді 2010 року у 24-му випуску Super Jump оголошено про знімання японської телевізійної драми «Бармен» з Масакі Айбою у головній ролі, який навчався у професійного бармена з вересня того ж року і Шіхорі Канджія. Режисером став Осаму Катаяма, а сценаристкою — Нацуко Такахаші, новий серіал транслювався на TV Asahi «Friday Night Drama» з 4 лютого по 1 квітня 2011 року. Тематична пісня серіалу «Lotus» була виконана бой-бендом Arashi, учасником якого є Айба. 5 серпня 2011 року під час заходу в Токійській вежі TC Entertainment випустила всі епізоди драми «Бармен» на DVD та Blu-ray коробках

## Сприйняття
Бармен продався понад 2,8 мільйоном копій у Японії станом на січень 2011 року. Окремі томи часто з'являлися в списках найбільш продаваної манґи в цій країні. Фінал телевізійного аніме-серіалу отримав 3,4 % рейтингу телеглядачів, що зробило його четвертою програмою, пов'язаною з аніме, за кількістю переглядів того тижня. Дебют телевізійної драми отримав 11 % рейтингу телеглядачів, а її фінал отримав рейтинг 11,7. Його набір DVD розійшовся тиражем у 7978 копій, що TV Asahi вважає «успішним» числом, а відповідні товари також «добре продавалися». На Nikkan Sports Drama Grand Prix «Бармен» був визнаний четвертою найкращою драмою, а Масакі — третім найкращим актором у драмі. Телесеріал також отримав висвітлення в Асоціації барменів Nippon.
Девід Велш у своїй книзі «The Manga Curmudgeon» назвав те, як Рю вживав алкоголь, щоб допомогти іншим людям, «гарним, натхненним повідомленням для жарту. Гаразд, можливо, ні, але це звучить дуже весело». У Ani-Gamers рецензент, відомий як «Ink», написав, що серіал надмірно «романтизує» бар, але похвалив його оповідання та техніку постановки, оповідання, його «невимушені діалоги та ефективні візуальні ефекти» та його баланс. Він описав це як «любовний лист до алкоголю на відміну від його споживання», тоді як Бамбу Донг з Anime News Network (ANN) назвав це «чудовою одою міксології». Майкл Тул, також для ANN, написав, що хоча він «досить сирний… є щось глибоке, нав'язливе, що можна спостерігати в Бармені, попри його простоту. Він ніжний і сентиментальний, із потужними та дивовижними переходами».
Для THEM Anime Reviews Тім Джонс назвав його «цікавою концепцією для аніме». Джонс стверджував, що анімація була «не настільки зірковою», але прокоментував, що напої в CG «виглядають досить добре». Він вважає дизайн персонажів «досить загальним», за винятком Рю, а музику «трохи повторюваною» протягом 11 епізодів, хоча він підкреслив, що вона «відповідає атмосфері шоу». З іншого боку, Карл Кімлінґер з ANN розкритикував концепцію Бармена як «прісну, безглузду та відверто жахливу» та «монументально не надихнуту». Він високо оцінив його анімацію, але сказав, що «жодна стилістична розробка на землі не врятує його від того, щоб набриднути аудиторії до сліз». Ерін Фіннеґан з того ж сайту назвала його графіку «хріновірною», а ідею розв'язання проблем людей за допомогою напоїв «сирною».